# Munaderahu
Munaderahu est une île d'Estonie.